# Cryptogamie
La cryptogamie (du grec : reproduction cachée) est l'étude des végétaux sans fleurs et champignons (cryptogames). Elle s’oppose à la phanérogamie qui est l’étude des plantes à reproduction visible (conifères et plantes à fleurs),.
L’objet d’étude de la cryptogamie comprend les végétaux cryptogames : 
- les fougères,
- les mousses,
- les algues,
- les champignons,
- les lichens.